# Philgamia
Philgamia é um género botânico pertencente à família Malpighiaceae.

## Espécies
- Philgamia hibbertioides Baill.